# Excremis
Excremis je monotipski biljni rod iz porodice čepljezovki. Jedina je vrsta lukovičasti geofit, E. coarctata, raširen po tropskoj Južnoj Americi
Rod je opisan 1829.

## Sinonimi
- Eccremis Baker
- Anthericum coarctatum Ruiz & Pav.
- Caesia coarctata (Ruiz & Pav.) Spreng.
- Dianella boliviana Schlittler
- Dianella dubia Kunth
- Excremis coarctata f. alba Steyerm.
- Excremis ramosa Willd. in J.J.Roemer & J.A.Schultes
- Phalangium coarctatum (Ruiz & Pav.) Pers.
- Stypandra coarctata (Ruiz & Pav.) R.Br.